# Иерусалим (гостиница)
«Иерусалим» — историческая гостиница в Тель-Авиве в американо-немецкой колонии на улице Ауербах, 6, первая гостиница за пределами старого Яффо. Основана в 1866 году, открыта после реставрации 3 июня 2018 года.

### Американская колония и строительство отеля, 1866—1869

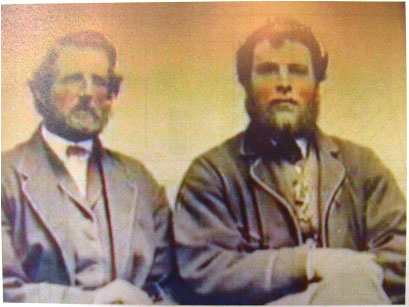
Братья Дриско

22 сентября 1866 года группа из 40 американских семей под предводительством Джорджа Дж. Адамса, проповедника созданной им же Церкви Мессии Новой Англии, прибыла на берег палестинского города Яффо на корабле Nellie Chapin. Вещи, сельскохозяйственные инструменты и дома в разобранном виде они привезли с собой.
Новые поселенцы купили небольшой участок земли в северном Яффо и основали Американскую колонию. Среди поселенцев, в основном занимавшихся земледелием и плотничеством, были братья Джон и Джордж Дриско, которые решили построить здесь отель и сделать колонию первым пунктом на пути паломников в Иерусалим. Братья планировали открыть отель для первых пилигримов уже в рождественский сезон 1867, но строительство затянулось до апреля. Новый отель получил название Le Grand Hotel.

### 1870—1940

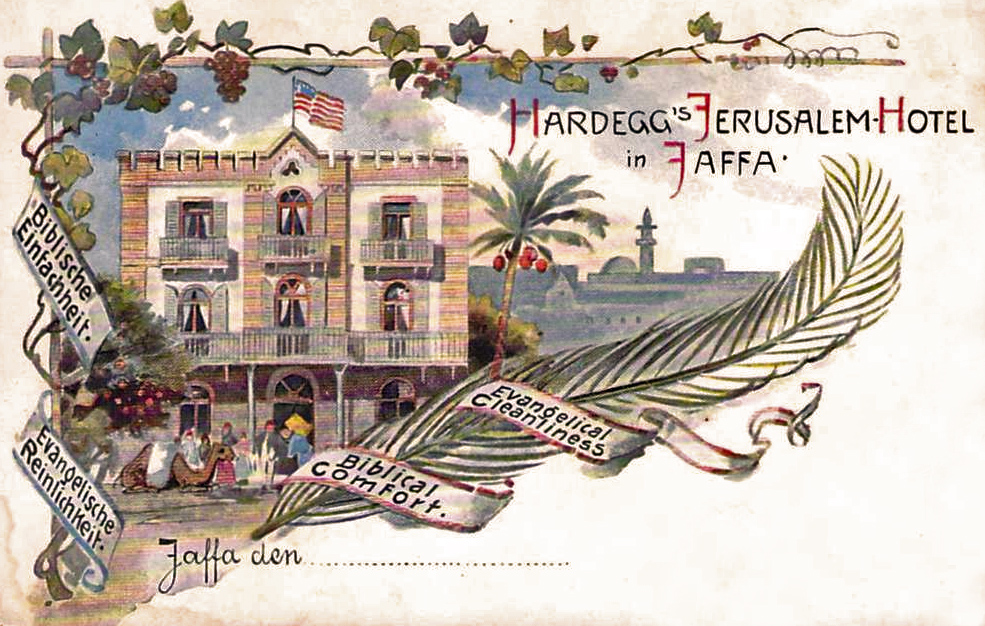
Hardegg’s Jerusalem Hotel, Original Postcard

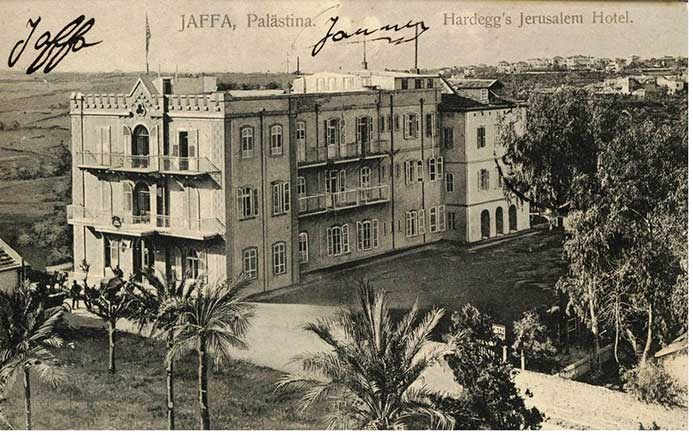
Hardegg’s Jerusalem Hotel

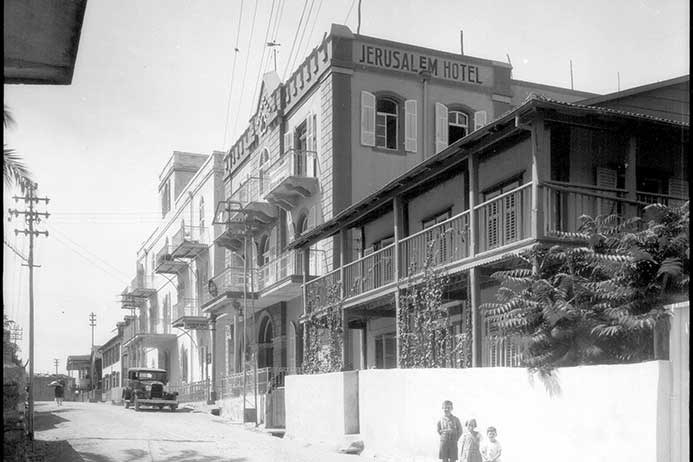
The American-German Colony in Tel Aviv, 1920

В 1869 году братья продали отель и, как многие другие колонисты, вернулись в Соединенные Штаты. Немецкий миссионер Петер Мартин Мецлер, ставший новым хозяином, использовал отель для размещения паломников из Германии и Швейцарии. Но уже в следующем году он продал здание руководителям немецкого «Общества друзей Иерусалима» Кристофу Хоффманну и Георгу Давиду Хардеггу, до этого базировавшихся в Хайфе и искавших новое место ближе к Яффо. Управление отелем перешло в руки семьи Хардегг, обеспечивших процветание отеля и основанной здесь Немецкой колонии на многие годы.
Хардегги дали отелю название «Иерусалим», расширили и достроили здание, придав ему европейский шик. Многие детали внешнего облика отеля соответствовали типичной архитектуре поселений «Общества друзей Иерусалима» в Палестине — стены из известняка, сводчатые потолки и арки, обилие кованых деталей. Хардеггам удалось сохранить оригинальный декор братьев Дриско, добавив к нему элементы, обязательные для роскошного отеля для взыскательной европейской публики. Номера отеля были названы по именам пророков и других библейских фигур.
На протяжении 70 лет отель «Иерусалим» оставался одним из лучших отелей региона. Будучи первым отелем за пределами стен старого Яффо, «Иерусалим» стал важной вехой развития будущего Тель-Авива. Среди гостей отеля в разное время были Марк Твен и император Вильгельм II, а знаменитая туристическая компания Томаса Кука имела здесь специальные условия для размещения своих высокопоставленных гостей.

### 1940—2006
В 1940 отель перешел под контроль британских военных, устроивших в здании штаб. В 1958 году в здании размещали прибывших еврейских беженцев, а следующие несколько лет здесь располагалось Министерство образования. С начала 1960-х здание отеля оказалось заброшенным на несколько десятилетий.

### Реставрация и восстановление оригинальных рисунков, 2006—2018
В 2006 году здание было выкуплено группой инвесторов, которые планировали вернуть ему первоначальное предназначение. В 2014 году под руководством Ари Шалтиела (Shaltiel Architecture&Interioe Design) и Наора Мимара (Naor Mimar Architecture&Conservation) началась масштабная реконструкция. Реставрацией оригинальных рисунков в лобби и ресторане занималось бюро Studio Tchelet под руководством Шая Фаркаша. Новый отель получил название The Drisco Hotel в честь братьев Дриско, основавших его более 150 лет назад.
|  |  |  |